# Gazella gazella
La gacela arábiga o índica (Gazella gazella) es un especie de mamífero artiodáctilo  de la familia Bovidae que habita en la península arábiga. Habita en regiones montañosas, colinas y planicies costeras. Su distribución coincide con las plantas del género Acacia que crecen en estas regiones. Se alimenta básicamente de pastos, pero su dieta varía dependiendo de la disponibilidad de alimento. Está menos adaptada a las condiciones de aridez y calor extremo que la gacela común (Gazella dorcas) la cual parece reemplazó a la especie en algunas áreas de su distribución a finales del Holoceno en un periodo de calentamiento climático. Existen al menos 15 000 gacelas arábigas dentro de su distribución, más de 10 000 corresponden a la subespecie G. g. cora, menos de 3000 a la subespecie israelí, G. g. gazella, menos de 1000 a G. g. farasani, menos de 250 a G. g. muscatensis y 19 a la subespecie G. g. acaiae.  

## En Israel
En Israel existen tres subespecies:

#### Lagacela israelí-G. g. gazella.
Es la gacela más común en Israel, donde existe en tres áreas. Su población decreció notablemente en la primera parte del siglo XX debido a la caza, y a la cría exitosa del lobo indio, pero se ha incrementado gracias a los esfuerzos de conservación en Israel.
- En los Altos del Golan de Siria, alberga la población más grande de esta subespecie, estimada entre 1500 a 3000 individuos.
- En Ramot Naftali habita la segunda población en tamaño de la gacela israelí.
- En Galilea habita una población de cientos de estas gacelas en área abierta.
- En las planicies costeras existe una pequeña población de gacelas, pero el número ha decrecido notablemente debido a la creciente urbanización.

#### Lagacela de Arava-G. g. acaiae.
La gacela de Arava está críticamente amenazada con solo 19 individuos en una reserva natural cerca a Yotvata.

#### Lagacela merrill-G. g. merrilli.
También llamada gacela palestina o gacela montañosa palestina, vive en las montañas cerca a Jerusalén.